# Cavalaire-sur-Mer
Cavalaire-sur-Mer er en commune i Var département, i Sydøstfrankrig, og den er en del af den Franske riviera.
Cavalaire-sur-Mer er præget af turisme og havnen med den mange lystbåde. Byen har i Påsken hvert et stort kapsejladssstævne for primært 29er fra hele Europa.

## Historie
Under 2. verdenskrig, den 16. august 1944, var der en landgangsstrand i forbindelse med Operation Dragoon, de allieredes invasion af Sydfrankrig.
- Wikimedia Commons har flere filer relateret til Cavalaire-sur-Mer